# Foadam Dapaong
Der Foadam Dapaong ist ein togoischer Fußballverein aus Dapaong. Er trägt seine Heimspiele im Foadam Riperto de Stadium aus.
Der Verein spielt aktuell in den regionalen Spielklassen von Togo. Seine größten Erfolge hatte er in den 1980er Jahren, als er für mehrere Spielzeiten im Championnat National mitspielte und 1985 den Coupe du Togo gewinnen konnte. Damit qualifizierte er sich erstmals für den afrikanischen Wettbewerb. Dort erreichte Foadam überraschend das Viertelfinale, wo das Team am AS Sogara scheiterte.

## Statistik in den CAF-Wettbewerben
| Wettbewerb                    | Runde         | Gegner          | Hinspiel | Rückspiel |  |
| ----------------------------- | ------------- | --------------- | -------- | --------- |  |
|                               |               |                 |          |           |  |
| African Cup Winners’ Cup 1986 | 1. Runde      | SC Gagnoa       | 3:0 (H)  | 1:2 (A)   |  |
|                               | 2. Runde      | Mighty Barrolle | 2:3 (A)  | 2:0 (H)   |  |
|                               | Viertelfinale | AS Sogara       | 1:3 (A)  | 1:2 (H)   |  |